# Älskling, jag ger mej (film, 1987)
Älskling, jag ger mej (eng. Surrender) är en amerikansk komedifilm från 1987, skriven och regisserad av Jerry Belson. I huvudrollerna syns Sally Field, Michael Caine, Steve Guttenberg och Iman.

## Rollista
| Sally Field      | – Daisy Morgan |
| Michael Caine    | – Sean Stein   |
| Steve Guttenberg | – Marty        |
| Peter Boyle      | – Jay          |
| Jackie Cooper    | – Ace Morgan   |
| Julie Kavner     | – Ronnie       |
| Louise Lasser    | – Joyce        |
| Iman             | – Hedy         |